# Aragonski grad, Taranto
Aragonski grad (ali Castel Sant'Angelo) s svojim štirikotnim tlorisom in obsežnim osrednjim dvoriščem zavzema skrajni kot otoka, na katerem stoji staro mesto Taranta.

## Zgodovina
Prvo jedro gradu sega v leto 780, ko so Bizantinci začeli graditi "Rocca" za zaščito pred napadi Saracenov in Beneške republike. Ta prva utrdba je bila sestavljena iz visokih in ozkih stolpov, iz katerih so se borili s sulicami, puščicami, kamni in vrelim oljem. Leta 1481 je bil zgrajen prvi plovni kanal, ožji od sedanjega in z nepravilnimi brežinami, ki je omogočal prehod manjših čolnov in izboljšal obrambo gradu. Leta 1486 je Ferdinand I. Neapeljski naročil arhitektu in vojaškemu inženirju Francescu di Giorgiu Martiniju, da poveča grad in mu da sedanjo strukturo, da bi nadomestil srednjeveški tip stolpov, zasnovan za obrambo kanala. Pravzaprav je uporaba topov po odkritju smodnika zahtevala široke in nizke krožne stolpe za blažitev udarcev topovskih krogel, opremljene z rampami ali drsniki, ki so omogočali premikanje topov iz enega stolpa v drugega, z velikim in čvrstim parapetom s posebnimi odprtinami za topove.
Nova utrdba naj bi imela sedem stolpov, od katerih so se štirje združili v štirikotnik, preostali trije pa so bili poravnani vzdolž jarka do Mar Piccola. Štirje stolpi so bili posvečeni San Cristoforo, San Lorenzo, Bandiera in Vergine Annunziata.
Prvi kastelan, ker sredstva za dokončanje aragonskega dela gradu (štirikotnika) niso zadostovala, je najprej naložil ribiško dajatev, nato pa je grad razširil tako, da ga je priključil stolpu Sant'Angelo, ki je bil zgrajen na stroške občine. Okrogla in masivna stolpa gradu sta se izkazala za 20 metrov visoka in široka, združena s 40 metrov dolgimi kurtinmi in s 4 ognjenimi mesti. Grad je bil opremljen z dvema izhodoma, ki ustrezata dvema dvižnima mostovoma. Čez jarek je šel Soccorsov most, ki je grad povezal z območjem, ki je bilo takrat podeželje in ki se danes imenuje Borgo. Na nasprotni strani pa je Ponte dell'Avanzata povezoval grad s antično vasjo in premoščal jarek, izkopan, da bi strukturo ločil od mesta.
Leta 1491 je bil na strani, obrnjeni proti Mar Grande, dodan revelin trikotne oblike med Torre della Bandiera in stolpom San Cristoforo. Grad je bil dokončan leta 1492, kot je razvidno iz gravure vzidane plošče na "Porta Paterna" skupaj z aragonskim grbom, razdeljenim s trodelno družino d'Angiò:
Ferdinandus Rex Divi Alphonsi Filius Divi Ferdinandi Nepos Aragonius Arcem Ha (n) c Vetustate Collabente (m) Ad Im (pe) tus Tormentorum Substine (n) dos Quae (Ni) moj Feruntur Spiritu In Ampliorem Firmioremq (ue) Formamousand CCL Restitu.
(Kralj Ferdinand Aragonski, sin božanskega Alfonsa in vnuk božanskega Ferdinanda, je ta grad, ki je padel zaradi starosti, obnovil v večji in trdnejši obliki, tako da je lahko vzdržal napad nabojev, in prenašajo največjo moč – 1492).
Pod Španci so obrambo okrepili tako, da so razširili jarek in zgradili novo utrdbo s tremi stolpi.
S prihodom Habsburžanov leta 1707 je grad izgubil svoj pomen kot vojaški objekt in postal oster zapor, z Napoleonom Bonapartom pa se je vrnil v prvotno funkcijo. Leta 1883 so porušili enega od petih stolpov, ki so se pridružili zidu kurtine, tistega, ki je posvečen Sant'Angelu, skupaj s stolpi Mater Dei, Monacella in Vasto obzidja, da bi naredili prostor za sedanji plovni kanal in premični most. Dela so bila končana leta 1887, v letu, ko je grad postal sedež kraljeve mornarice (Regia Marina).
V notranjosti gradu lahko občudujete kapelo sv. Leonarda, ponovno posvečeno leta 1933, potem ko so jo skozi leta uporabljali kot stražnico in hlev. V notranjosti sta na stene prislonjeni plošči v tipičnem kamnu regije, ki prikazujeta svetega škofa oziroma srednjeveškega oboroženega bojevnika. Vidi se tudi grb Filipa II. Španskega. Poseben je tudi tisti, ki je služil kot mučilnica, katerega obok ima osrednjo luknjo, skozi katero so se širili kriki nesrečnikov, da so psihično prestrašili druge ujetnike.
Pri izkopavanjih kripte novembra 2003 so pod tlemi našli drobce keramike iz 13. in 14. stoletja ter kovanec iz leta 1245.